# Lasaea colmani
Lasaea colmani is een tweekleppigensoort uit de familie van de Lasaeidae. De wetenschappelijke naam van de soort is voor het eerst geldig gepubliceerd in 1999 door O'Foighil & Thiriot-Quiévreux.